# Agustín Rodríguez Piendibene
Agustín Rodrigo Rodríguez Piendibene (Ciudad de la Costa, 15 giugno 2004) è un calciatore uruguaiano, attaccante del Miramar Misiones.

## Biografia
È figlio dell'ex calciatore Ruben Rodríguez e nipote di José Piendibene, storico calciatore del Peñarol.

## Carriera
È cresciuto nel settore giovanile del Peñarol, dove ha militato per nove anni dal 2016 al 2025. Rimasto svincolato ad inizio 2025, il 13 febbraio ha firmato un contratto con il Miramar Misiones, club della prima divisione uruguaiana, ed una settimana più tardi ha esordito in occasione dell'incontro di Primera División perso 3-2 contro il Cerro Largo. Il 24 marzo seguente ha segnato il suo primo gol, su rigore, nella trasferta vinta 2-1 contro il Montevideo Wanderers.

## Statistiche

### Presenze e reti nei club
Statistiche aggiornate al 7 aprile 2025.
| Stagione        | Squadra          | Campionato      | Campionato | Campionato | Coppe nazionali | Coppe nazionali | Coppe nazionali | Coppe continentali | Coppe continentali | Coppe continentali | Altre coppe | Altre coppe | Altre coppe | Totale | Totale | Totale |
| Stagione        | Squadra          | Comp            | Pres       | Reti       | Comp            | Pres            | Reti            | Comp               | Pres               | Reti               | Comp        | Pres        | Reti        | Pres   | Reti   |        |
| --------------- | ---------------- | --------------- | ---------- | ---------- | --------------- | --------------- | --------------- | ------------------ | ------------------ | ------------------ | ----------- | ----------- | ----------- | ------ | ------ | ------ |
| 2025            | Miramar Misiones | PD              | 5          | 1          | CU              | 0               | 0               | -                  | -                  | -                  |             | -           | -           | 5      | 1      |        |
| Totale carriera | Totale carriera  | Totale carriera | 5          | 1          |                 | 0               | 0               |                    | -                  | -                  |             | -           | -           | 5      | 1      |        |